# Карл Алльменредер
Карл Алльменредер (нім. Karl Allmenröder; 3 травня 1896, Золінген, Німецька імперія — 27 червня 1917, Іпр, Бельгія) — німецький льотчик-ас, лейтенант Прусської армії. Кавалер ордена Pour le Mérite.

## Біографія
Син пастора. До початку Першої світової війни вивчав медицину, але потім вступив до лав польового артилерійського полку № 62, потім служив у 20-му полку польової артилерії, однак у січні 1915 року знову повернувся в 62-й полк. Учасник боїв у Польщі.
Пройшовши авіаційну підготовку в авіацію разом зі своїм братом Віллі у льотній школі в Гальберштадті, він був направлений у березні 1916 року в 227-й льотний дивізіон. Бажаючи літати на винищувачах, Алльменредер був переведений в 11-ту винищувальну ескадрилью в листопаді 1916 року. Пройшло три місяці, перш ніж Карл досяг своєї першої перемоги, але потім він став стабільно набирати свій рахунок під командуванням барона Манфреда фон Ріхтгофена. Віллі ж, здобувши дві перемоги, був поранений і став непридатним для подальшої служби.
27 червня 1917 року о 09:45 ас, який здобув 30 перемог, загинув у бою над Зіллебеком. Смертельно поранений Карлхен, як його називали друзі по ескадрильї, упав між лініями на нічийній землі. Вночі німецькі солдати забрали його тіло. Похований у Золінгені на цвинтарі Solingen-Wald.

## Нагороди
- Залізний хрест
  - 2-го класу (березень 1915)
  - 1-го класу (24 березня 1917)
- Нагрудний знак військового пілота (Пруссія)
- Військовий хрест Фрідріха-Августа (Ольденбург) 2-го і 1-го класу
- Королівський орден дому Гогенцоллернів, лицарський хрест з мечами (6 червня 1917)
- Pour le Mérite (14 червня 1917)
- Орден «За військові заслуги» (Баварія) 4-го класу з мечами (20 липня 1917, посмертно)